# Zavadilka (Jizbice)
Zavadilka je vesnice v okrese Nymburk, ve Středočeském kraji. Je součástí obce Jizbice. Nachází se asi 0,9 km na severozápad od Jizbic a zhruba 7 km od Nymburku. Vesnicí prochází silnice I/38. Je zde evidováno 96 adres.

Ve vesnici se nachází koupaliště Zavadilka, které je celé léto otevřeno veřejnosti. Ve vedlejší vesnici Všejany, vzdálené zhruba 2,5 km, se nachází další koupaliště. 

## Historie
První písemná zmínka o vesnici pochází z roku 1720.